# Stade Chakhtar (Donetsk)
Le stade Chakhtar (en ukrainien : Стадіон Шахтар) est un stade omnisports situé à Donetsk dans l'oblast de Donetsk en Ukraine. Il peut accueillir 31 718 personnes.

## Histoire
Au printemps 1936, la décision est prise de construire un stade dans le parc central de récréation (nommé parc Cherbakov actuellement), sur le terrain des travailleurs soviétiques où normalement la Dynamo de Stalino (ancien nom de la ville) jouait. Le nouveau stade fut inauguré pour l'automne : il a été construit en seulement quatre mois à moindre coût.
Les tribunes en bois avaient une capacité pour 14 000 spectateurs mais un passage supérieur autour des tribunes permettait d'augmenter cette capacité à 20 000 spectateurs. L'espace assis comprenait deux grandes tribunes (ouest et est) et deux plus petites (nord et sud). La piste d'athlétisme de 400 m était en cendrée.
L'inauguration eut lieu le 6 septembre 1936 avec un match amical avec une équipe de Chakhty, dans la région de Rostov-sur-le-Don et le premier match officiel fut joué le 11 septembre. Stakhanovets de Stalino jouait à domicile contre le Lokomotiv Tbilissi en les battant 3 à 1. En 1938, dès que cette équipe débuta en première ligue, le stade fut équipé avec des haut-parleurs pour les annonces.
À la fin des années 1940, des travaux de reconstruction débutèrent et le premier match après travaux fut joué le 27 août 1950. Les nouvelles tribunes étaient renforcées en béton et construites pour 25 000 spectateurs. Un système d'éclairage fut installé pour le FC Chakhtar-FC Dynamo Moscou du 27 octobre 1954. Le stade de Donetsk était le second stade après celui du Dynamo de Moscou à disposer de cette innovation. Le 3e anniversaire du stade a été le 28 août 1966 : un stade avec une capacité de 42 000 spectateurs avec un tableau d'affichage particulièrement sophistiqué. Une autre reconstruction débuta entre 1978 et 1981 : un système complexe de drainage, de chauffage avec des tubes en céramique et en métal est installé. Enfin, une autre reconstruction majeure fut réalisée en 1999 en vue de la prochaine participatuon du FC Chakhtar à la Champions League de l'UEFA. Les bancs en bois sont remplacés par des fauteuils en plastique. Actuellement, le stade peut accueillir 32 000 spectateurs (exactement : 31 718). L'éclairage est de 1 500 lux, ce qui correspond aux besoins modernes. Une zone VIP, un centre de presse et un centre de surveillance télévisée furent construits, de même de que de nouveaux vestiaires. 2011 correspond à son 75e anniversaire. Les dimensions normalisée du stade de football sont de 105 m par 68 m.

## Galerie

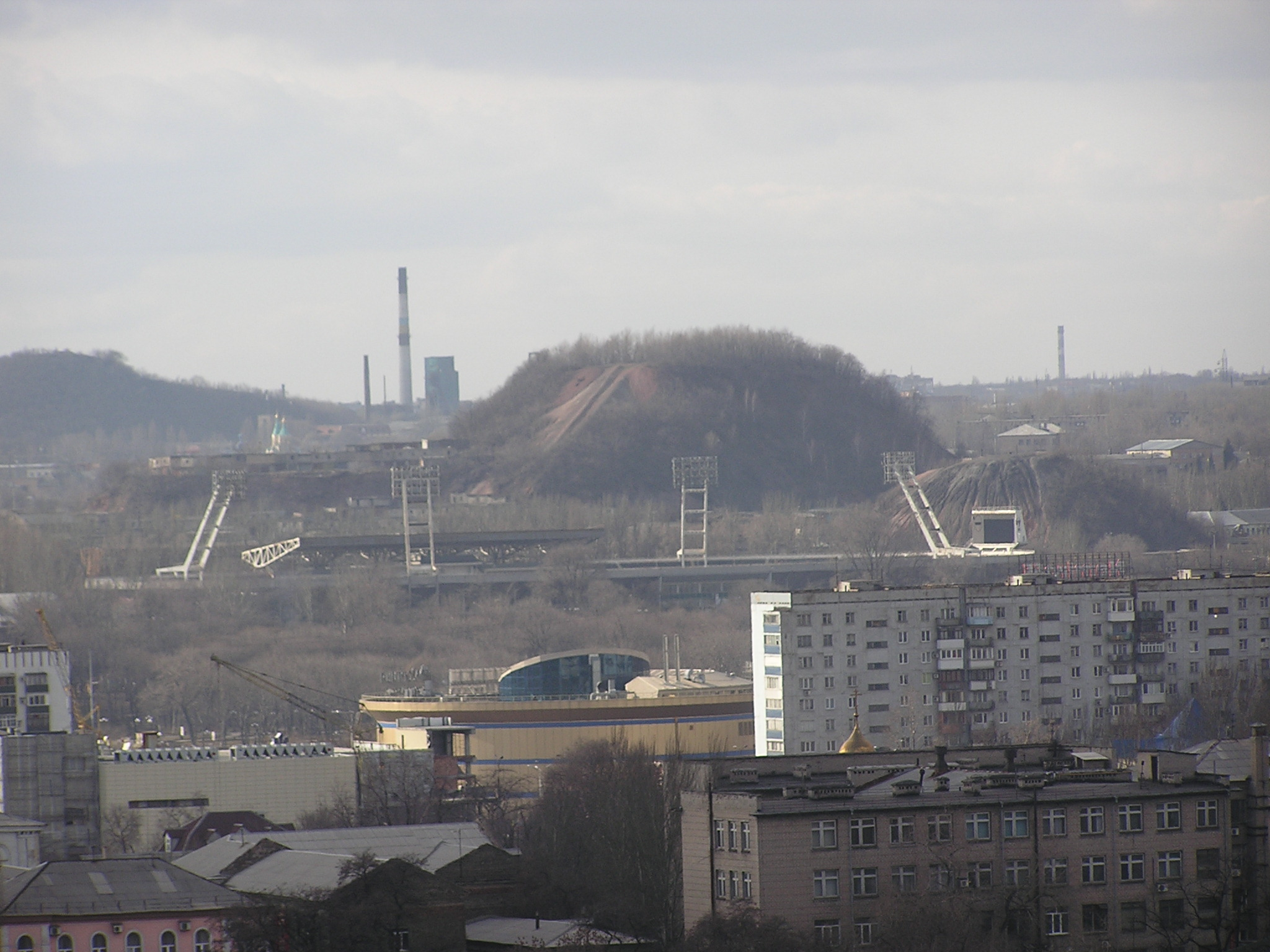